# Torneo de Newport 2009
El Torneo de Newport es un evento de tenis que se disputa en Newport, Rhode Island, Estados Unidos,  se juega entre el 6 y 12 de julio de 2009.

## Campeones
- Individuales masculinos:  Rajeev Ram derrota a   Sam Querrey, 6–7(3), 7–5, 6–3

- Dobles masculinos:  Jordan Kerr /  Rajeev Ram derrotan a  Michael Kohlmann /  Rogier Wassen, 6–7(6), 7–6(7), 10–6